# What Have I Done to Deserve This?
What Have I Done to Deserve This? is een nummer van het Britse synthpopduo Pet Shop Boys uit 1987. Het is de tweede single van hun tweede studioalbum Actually. Het refrein in het nummer werd ingezongen door Dusty Springfield.
Het nummer werd een wereldwijde hit, en haalde in veel landen de top 10. De plaat was op vrijdag 22 augustus 1987 Veronica Alarmschijf op Radio 3 en werd mede daardoor een grote hit in Nederland. In zowel het Verenigd Koninkrijk als de Nederlandse Top 40 haalde het de 2e positie, in de Vlaamse Radio 2 Top 30 haalde het de 4e positie.